# Mühle Eichenthal
Die Mühle Eichenthal war eine Wassermühle mit einem unterschlächtigen Wasserrad an der Wurm in der Stadt Geilenkirchen im nordrhein-westfälischen Kreis Heinsberg im Regierungsbezirk Köln.

## Geographie
Die Mühle Eichenthal hatte ihren Standort auf der linken Seite der Wurm, in der Straße „Eichenthal“ der Stadt Geilenkirchen. Sie stand nur wenige Meter von der Mühle Hommerschen entfernt. Die Standorthöhe, auf dem das Gebäude heute steht, ist bei ca. 75 m über NN. Unterhalb ist der Standort der Beeretz Mühle in Geilenkirchen.

## Gewässer
Die Wurm versorgte auf einer Flusslänge von 53 km zahlreiche Mühlen mit Wasser. Die Quelle der Wurm liegt südlich von Aachen bei 265 m über NN, die Mündung in die Rur ist bei der Ortschaft Kempen in der Stadt Heinsberg bei 32 m über NN. 

## Geschichte
Eine Erbteilung ermöglichte den Bau eines zweiten Hofes mit einer dazugehörigen Mühle in Hommerschen. Hierzu wurde ein Zweigkanal gegraben, der die Mühle Eichenthal mit Wasser aus der Wurm versorgte. Die Mühle arbeitete ebenfalls als Öl- und  Kornmühle über ein unterschlächtiges Wasserrad. Somit hatte Hommerschen zwei Höfe und zwei Mühlen. Der Erste Weltkrieg brachte dann das Ende der Mühle.

## Galerie

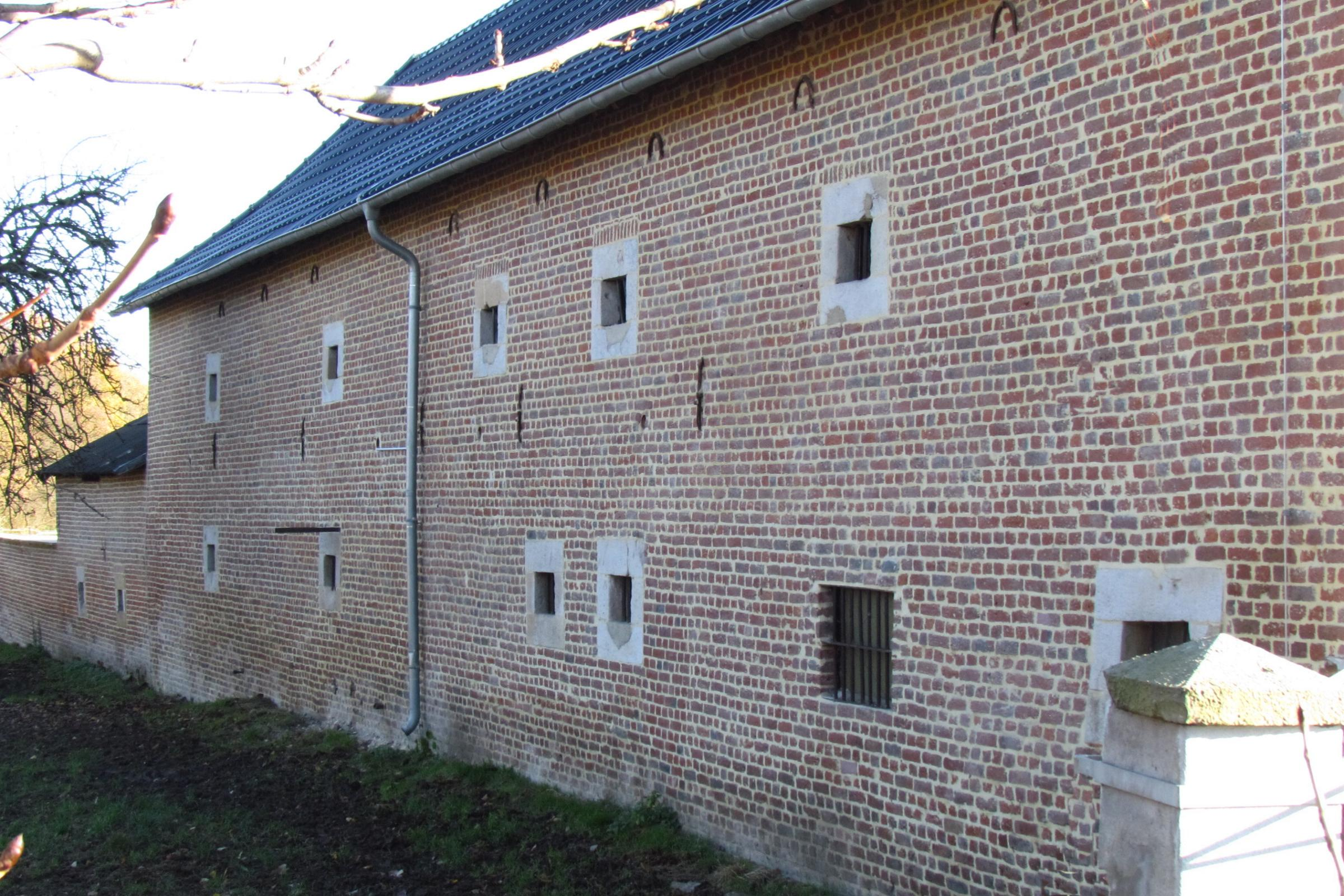
Wirtschaftsgebäude der Mühle Eichenthal
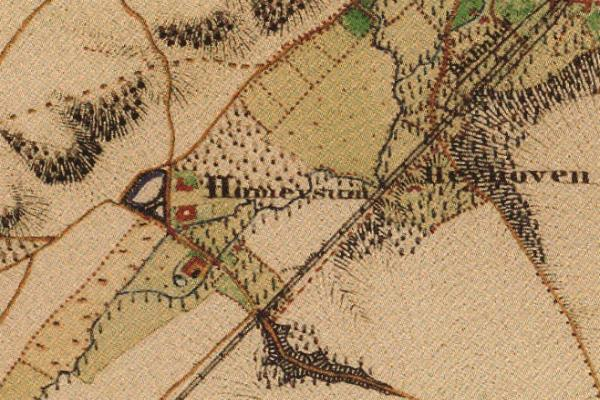
Mühle Eichenthal auf der Uraufnahme von 1846
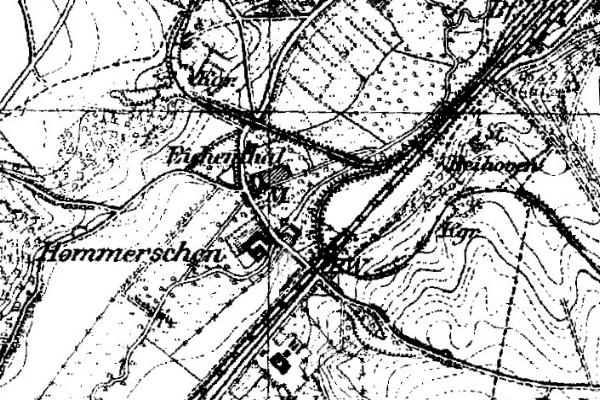
Mühle Eichenthal auf der Neuaufnahme von 1892
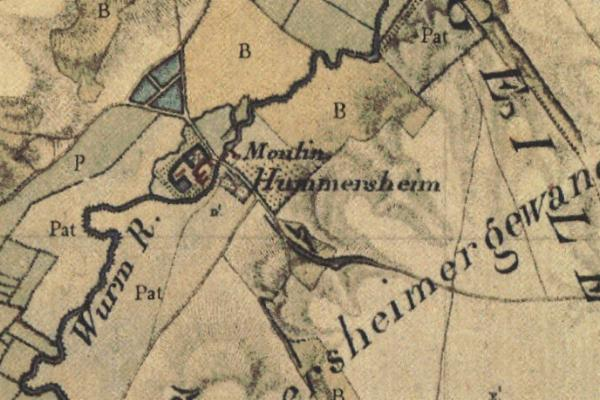
Auf der Tranchotkarte 1805/1807 war die Mühle noch nicht eingetragen

→ Siehe auch Liste der Mühlen an der Wurm